# Målilla
Målilla – miejscowość (tätort) w Szwecji, w regionie administracyjnym (län) Kalmar (gmina Hultsfred).
W 2015 roku Målilla liczyła 1348 mieszkańców.

## Geografia
Miejscowość jest położona we wschodniej części prowincji historycznej (landskap) Smalandia nad rzeką Emån, ok. 100 km na północny zachód od Kalmaru. W Målilli krzyżują się drogi krajowe nr 23, 34 i 47.
29 czerwca 1947 roku w Målilli została zanotowana najwyższa temperatura (+38 °C) w historii pomiarów w Szwecji. Podobną temperaturę zanotowano w lipcu 1933 roku w Ultunie (Uppsala).

## Historia
Målilla była miejscem zebrań tingu mieszkańców Aspelandu. Miejscowość została wzmiankowana po raz pierwszy w 1329 roku jako Mahella. W 1874 roku Målilla uzyskała połączenie kolejowe. W latach 1915–1973 w Målilli istniało sanatorium przeciwgruźlicze, nazwane przez okolicznych mieszkańców Slottet i skogen.

## Demografia
Liczba ludności tätortu Målilla w latach 1960–2015:

## Sport
Miejscowość jest znana ze sportu żużlowego, którego tradycje sięgają tutaj 1935 roku. Niemalże od samych początków czarnego sportu lokalna drużyna, Dackarna Målilla, była wśród najlepszych w Szwecji.
Corocznie, od 2005 roku, w Målilli na stadionie Målilla Motorstadion (od 2006 roku G & B Arena Målilla) odbywa się Grand Prix Skandynawii na żużlu. Podczas 2. z kolei (2006) zawodów rozgrywanych w miejscowości, oficjalnie z Grand Prix (choć w eliminacji nie wziął udziału) pożegnał się jeden z najbardziej utytułowanych żużlowców w historii tego sportu – Tony Rickardsson (6-krotny mistrz świata).
Poza sportami motorowymi, popularne są także rozgrywki bandy (klub Målilla GoIF).

## Osoby związane z Målillą
Założyciele amerykańskiej grupy rockowej The Beach Boys, trzej bracia Brian Wilson, Carl oraz Dennis, a także ich kuzyn Mike Love mają korzenie w Målilli.